# Сюнга

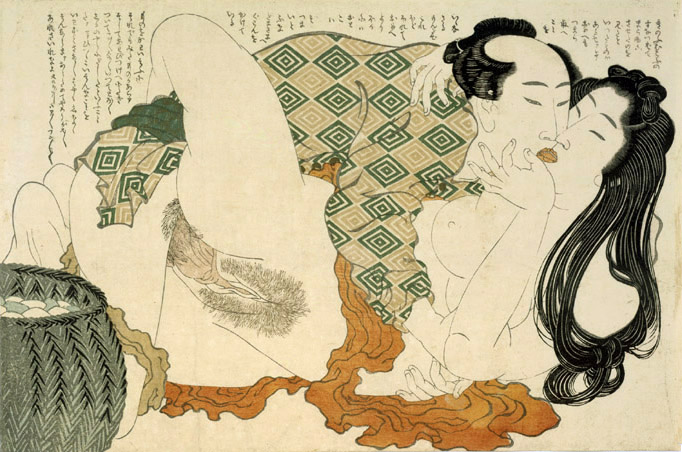
Кацусика Хокусай, Сюнга, ок. 1815, ксилография

Сюнга (яп. 春画, «весенняя картинка») — эротические гравюры укиё-э, широко распространённые в средневековой Японии периода Эдо. Представлены, в основном, в форме гравюр на дереве. Иероглиф «весна» (яп. 春) в Японии являлся эвфемизмом для обозначения сексуальной сферы. Авторы укиё-э стремились к идеализации современной городской жизни. Выражая бытовые эстетические ценности современной жизни, создатели сюнги показывали сексуальную мораль горожан во всём многообразии проявлений, а потому предметами их работ становились как старые, так и молодые люди, гетеросексуалы и гомосексуалы, разнообразные сексуальные фетиши. Сюнга воплощает эротическую фантазию автора в предельно абсурдной форме. В эпоху Эдо она пользуется успехом у богатых и бедных, мужчин и женщин, несмотря на отрицательное отношение сёгуната. Многие мастера укиё-э занимались сюнгой, что не вредило их репутации.

## История

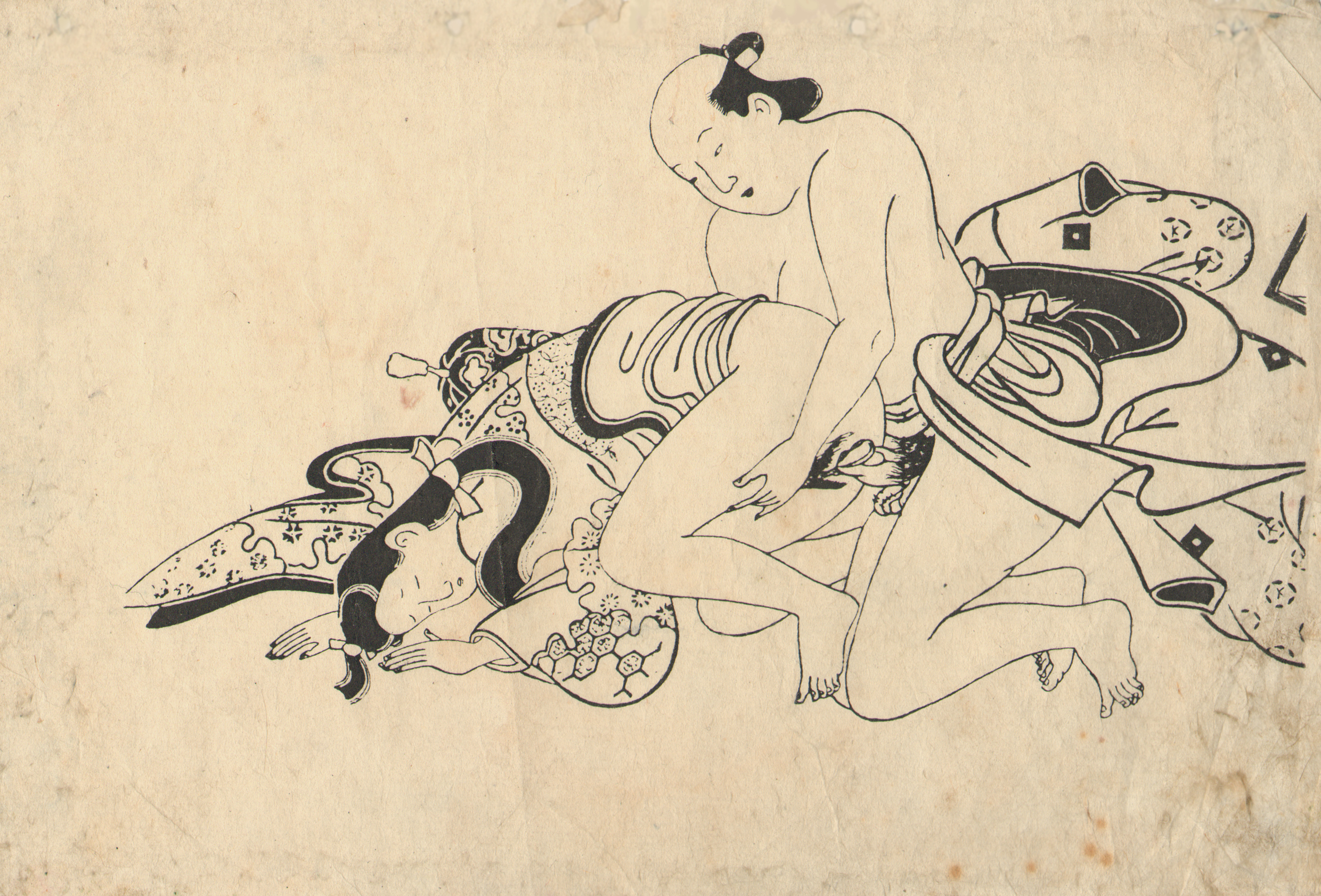
Тории Киёнобу. Сюнга, 1703, ксилография

Сюнга появилась в Китае. Считается, что родоначальниками жанра были иллюстрации в китайских медицинских пособиях, появившиеся в Японии в период Муромати (1336—1573). Кроме того, влиятельным живописцем был Чжоу Фан времён правления китайской династии Тан (VII—X века). Он, как и многие эротические художники своего времени, в работах преувеличивал размеры половых органов. Это стало характерной чертой сюнги.
В Японии история сюнги восходит к периоду Хэйан. На них изображались сексуальные скандалы при императорском дворе и в монастырях, а персонажами, как правило, являлись придворные и монахи. Широкого распространения стиль достиг в период Эдо (1603— по 1867). Благодаря технике ксилографии количество и качество сюнги резко возросло. Неоднократно повторялись попытки правительства запретить сюнгу, в частности, в 1661 году сёгунат Токугава издал указ, запрещавший, среди прочего, эротические книги, известные как косёкубон (яп. 好色本 ко:сёкубон). Хотя другие жанры искусства, упоминающиеся в указе, например, произведения, где подвергаются критике даймё и самураи, стали нелегальными, сюнгу продолжали создавать без особых трудностей. Указ 1772 года был более строгим: запрещался выпуск любых новых книг, не получивших официального разрешения от правителя города. Сюнга также стала нелегальной. Существует, однако, вероятность, что даже в таком виде жанр продолжал процветать, так как пользовался спросом.
Распространение западной культуры и технологий в начале периода Мэйдзи (1868—1912), в частности, импорт техники фоторепродукции, имели серьёзные последствия для сюнги. Ксилография на время сохранилась, однако персонажи стали изображаться в европейских одеждах и причёсках. В конце концов сюнга уже не могла конкурировать с эротической фотографией, что привело к её упадку.
Сюнга оказала большое влияние на искусство XX века, в особенности на книжную графику стиля модерн, а также на современный хентай и японскую порнографию.

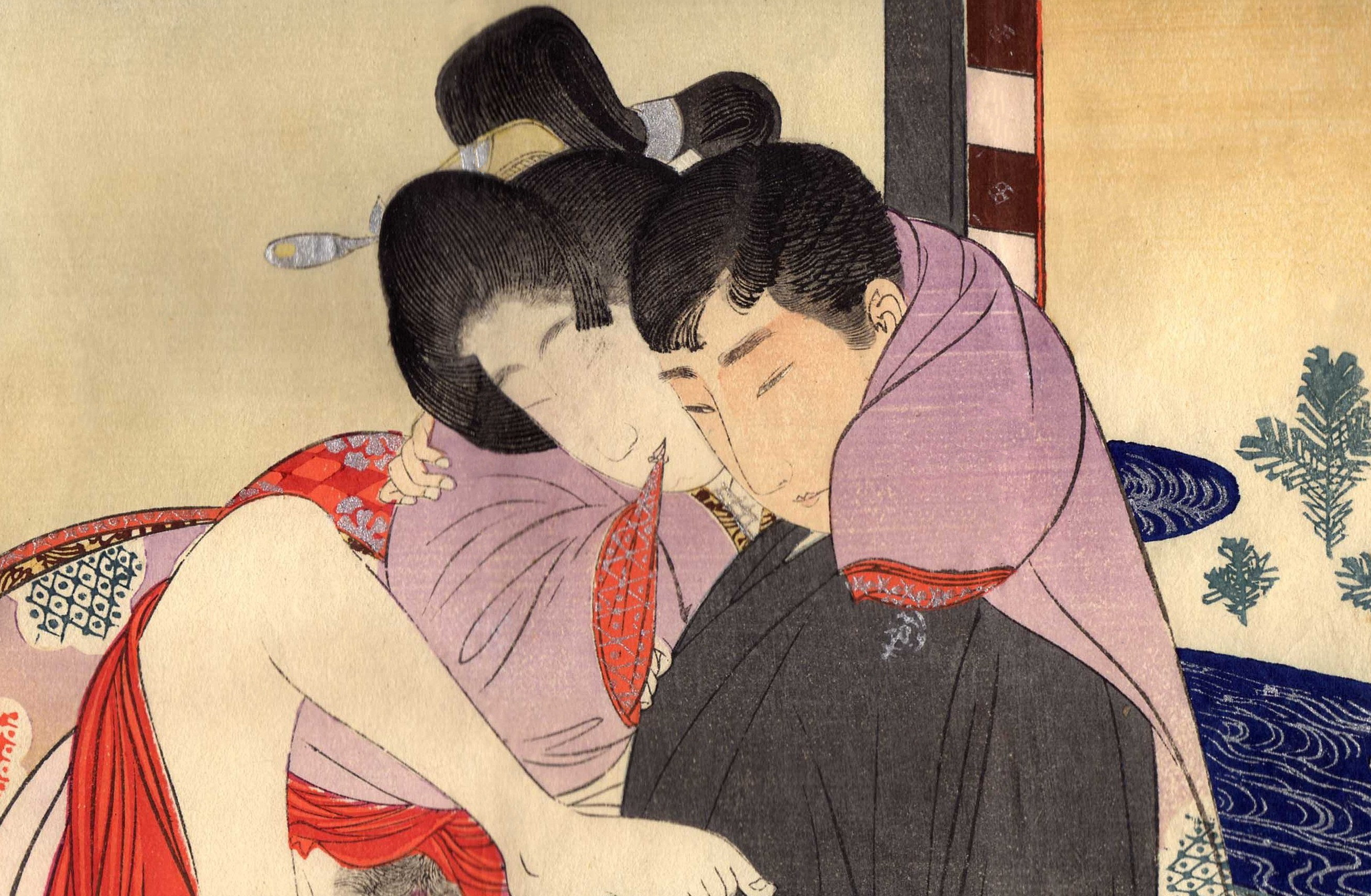
Сюнга периода Мэйдзи. Мужчина с европейской причёской совокупляется с женщиной в традиционном японском костюме

## Авторы сюнги
- Хисикава Моронобу[9]
- Кацусика Хокусай
- Миягава Иссё
- Янагава Сигэнобу
- Китагава Утамаро
- Тёбун Саэси
- Томиока Эйсэн
- Судзуки Харунобу